# Cambridge Castle

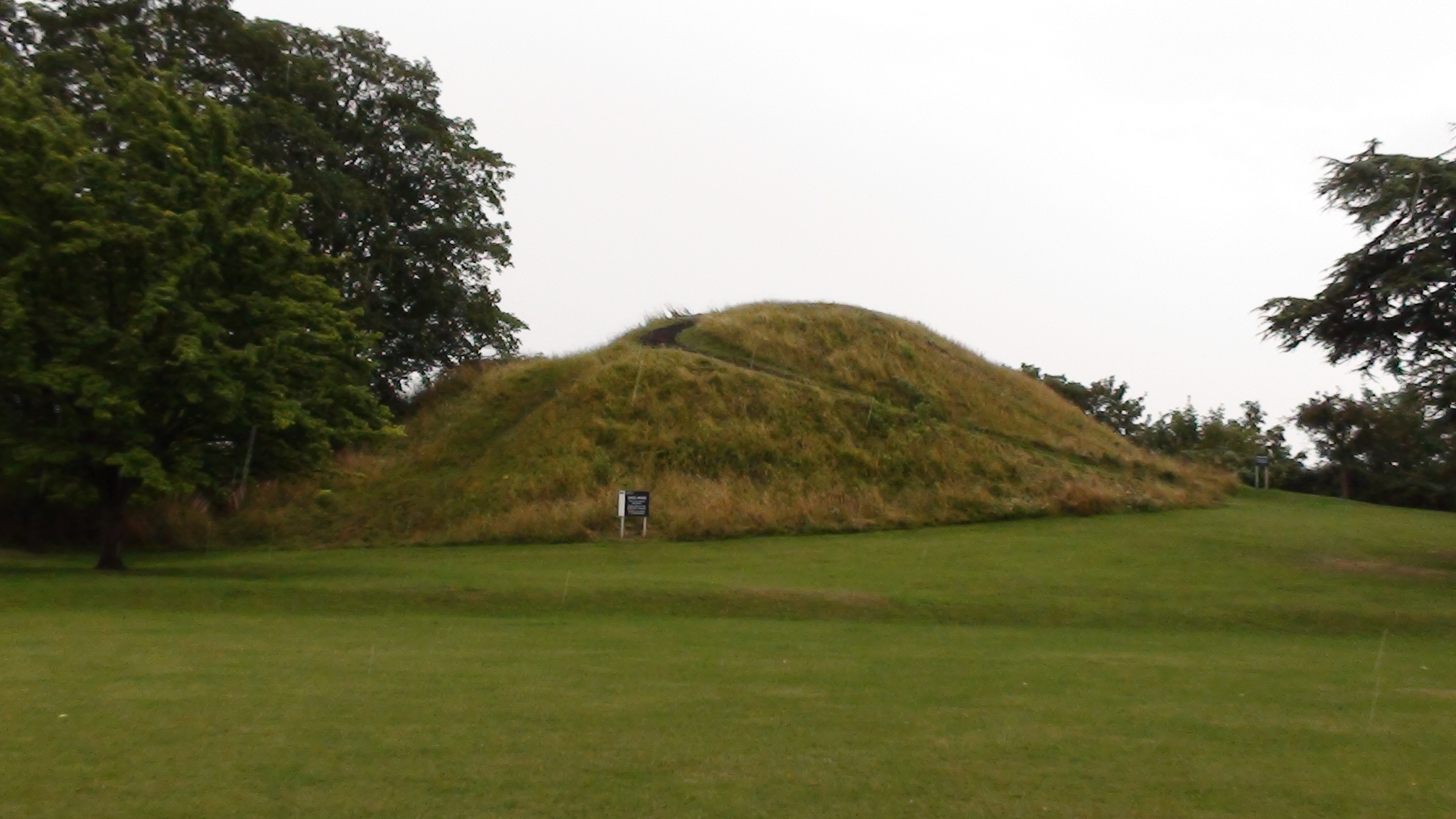
Castle Mound als Überrest von Cambridge Castle

Cambridge Castle ist eine abgegangene Burg in Cambridge in der englischen Grafschaft Cambridgeshire. Die Reste der nach der normannischen Eroberung Englands errichteten Burg werden vor Ort auch einfach Castle Mound genannt. Die Burg diente der Kontrolle einer strategisch wichtigen Straße in den Norden Englands und spielte eine Rolle in der Anarchie, im ersten Krieg der Barone und im zweiten Krieg der Barone. König Eduard I. ließ die Burg noch umfangreich erweitern, aber dann verfiel sie im Spätmittelalter schnell und ihr Mauerwerk wurden zum Bau der benachbarten Colleges verwendet. Im englischen Bürgerkrieg wurde die Burg wieder befestigt, dann aber nach dem Krieg nur noch als Gefängnis der Grafschaft genutzt. Dieses Burggefängnis wurde schließlich 1842 abgerissen und ein neues Gefängnis in der Vorburg errichtet. Dieses neue Gefängnis wiederum wurde 1932 abgerissen und die moderne Shire Hall an seiner Stelle gebaut. Nur der Mound und ein paar wenige Erdwerke sind von der Burg noch erhalten. Das Burggelände ist täglich öffentlich zugänglich und bietet einen guten Rundblick auf die historischen Gebäude der Stadt.

## Geschichte

### 11. Jahrhundert
Cambridge Castle war eine von drei Burgen, die Wilhelm der Eroberer Ende 1068, nach seiner Kampagne nach Norden zur Einnahme der Stadt York, im Osten Englands bauen ließ. Cambridge – oder Grantabridge, wie die Stadt damals hieß – lag an der alten römischen Straße von London nach York und war sowohl strategisch wichtig als auch von Rebellionen bedroht. Die anfänglichen Bauarbeiten wurden von Picot of Cambridge, dem High Sheriff von Cambridgeshire und Huntingdon Shire, durchgeführt, der später eine Priorei neben der Burg gründete. Die Burg wurde als Motte gebaut, als die Stadt schon existierte. Daher mussten 27 Häuser abgerissen werden, um Platz für die neue Burg zu schaffen.

### 12. und 13. Jahrhundert
Die Burg wurde von den normannischen Königen bis zum Ausbruch des Bürgerkrieges Anarchie 1139 gehalten. Burgen spielten im Konflikt zwischen König Stephan und Kaiserin Matilda eine Schlüsselrolle, und 1143 griff Geoffrey de Mandeville, ein Parteigänger der Kaiserin, Cambridge an: Die Stadt wurde überfallen und die Burg zeitweilig eingenommen. Stephan antwortete mit einem Gegenangriff, zwang Geoffrey de Mandeville zum Rückzug in die Fens und eroberte die Burg zurück. Cambridge Castle blieb aber Angriffen ausgesetzt und so entschied sich König Stephan, zusätzliche Befestigungen im angrenzenden Dorf Burwell zur Sicherung der Burg bauen zu lassen. Geoffrey de Mandeville starb im folgenden Jahr beim Angriff auf das neue Burwell Castle und ließ Cambridge Castle in Ruhe.
Unter König Heinrich II. wurde die Burg ausreichend unterhalten, aber nur wenig unternommen, um sie auszubauen. Ein Castle-Guard-System wurde etabliert, unter dem Ländereien um Cambridge an örtliche Adelige verlehnt wurden, wenn sie Truppen zur Verteidigung der königlichen Burg stellten, und die Burg diente vornehmlich als Gerichts- und Verwaltungsort des Sheriffs. König Johann Ohneland ließ die Burg in den Jahren vor dem ersten Krieg der Barone (1215–1217) erweitern; diese Arbeiten umfassten aber nur den Bau eines neuen Rittersaales und eines königlichen Schlafgemaches, was Kosten von £ 200 verursachte. In diesem Krieg eroberten die rebellischen Barone mit Unterstützung des französischen Prinzen Ludwig den größten Teil des östlichen Englands; Cambridge Castle fiel 1216. Nach dem Krieg kam die Burg wieder unter königliche Kontrolle, aber Heinrich III. ließ nur einfache Unterhaltungsarbeiten an den Befestigungen durchführen. Cambridge wurde im zweiten Krieg der Barone 1266 erneut angegriffen. Diesmal hielten die Stadt und die Burg den Angriffen lange genug Stand, dass Heinrichs Truppen sie entsetzen konnten. König Heinrich ließ die Befestigungen der Burg durch einen Graben erweitern, der später King's Ditch genannt wurde.
Bis 1284 blieb Cambridge Castle nur eine einfache Festungsanlage, dann entschied sich König Eduard I., umfangreiche Erweiterungsarbeiten durchführen zu lassen. In den folgenden 14 Jahren gab der König mindestens £ 2630 für den Neubau der Burg in Stein aus. Eduards neue Burg war ein Karrée mit Rundtürmen an jeder Ecke, das mit einem Torhaus und einer Barbakane zusätzlich gesichert war. Ein runder Donjon wurde auf dem Mound errichtet. Das Ergebnis war eine „große Festung nach der letzten Mode“, wenn auch nie gänzlich fertiggestellt. Im Jahre 1294 verbrachte Eduard I. zwei Nächte auf der Burg.

### 14. bis 17. Jahrhundert

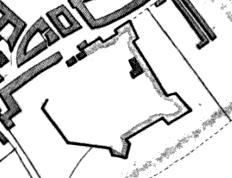
Die Bastionen aus dem 17. Jahrhundert in einem Grundriss von 1837

Im 14. Jahrhundert ließen die Könige die Burg verfallen. Ab der Regentschaft Eduards III. wurde nur wenig Geld zur Erhaltung des Anwesens ausgegeben und im 15. Jahrhundert lag die Burg bereits in Ruinen. Rittersaal und Schlafgemach des Königs hatten keine Dächer mehr und König Heinrich VI. ordnete den Abriss dieser Gebäude an und, dass die Steine zum Bau des King’s College 1441 wiederverwendet würden. Andere Teile der Bauten wurden zum Bau der Kapelle des Trinity College eingesetzt. Weitere Bausteine wurden von Königin Maria I. im 16. Jahrhundert für den Bau eines Herrenhauses bei Scawston in den Fens weggegeben und nochmals weitere Bausteine an das Emmanuel College und das Magdalene College. 1604 waren nur noch das Torhaus, das als Gefängnis genutzt wurde, und der Donjon intakt. Die umgebenden Mauern wurden von Zeitgenossen als „ausradiert und völlig ruiniert“ beschrieben.
Der englische Bürgerkrieg brach 1642 als Konflikt zwischen den Royalisten und den Parlamentaristen aus. Cambridge Castle wurde im ersten Jahr des Bürgerkrieges von den parlamentaristischen Streitkräften eingenommen Oliver Cromwell befahl, die Befestigungen notdürftig zu reparieren. So entstanden zwei neue Erdwerkbastionen und eine aus Ziegeln erbaute Kaserne in der alten Vorburg. Der Gouverneur von Cambridge beschloss 1643, dass „unsere Stadt und unsere Burg nun sehr stark befestigt seien, (...) mit Brustwehr und Bollwerken“. Die Burg sah in diesem Krieg keine weiteren Kämpfe, und 1647 ordnete das Parlament die Schleifung der verbleibenden Befestigungen an, sodass sie nicht mehr nutzbar waren.

### 18. und 19. Jahrhundert

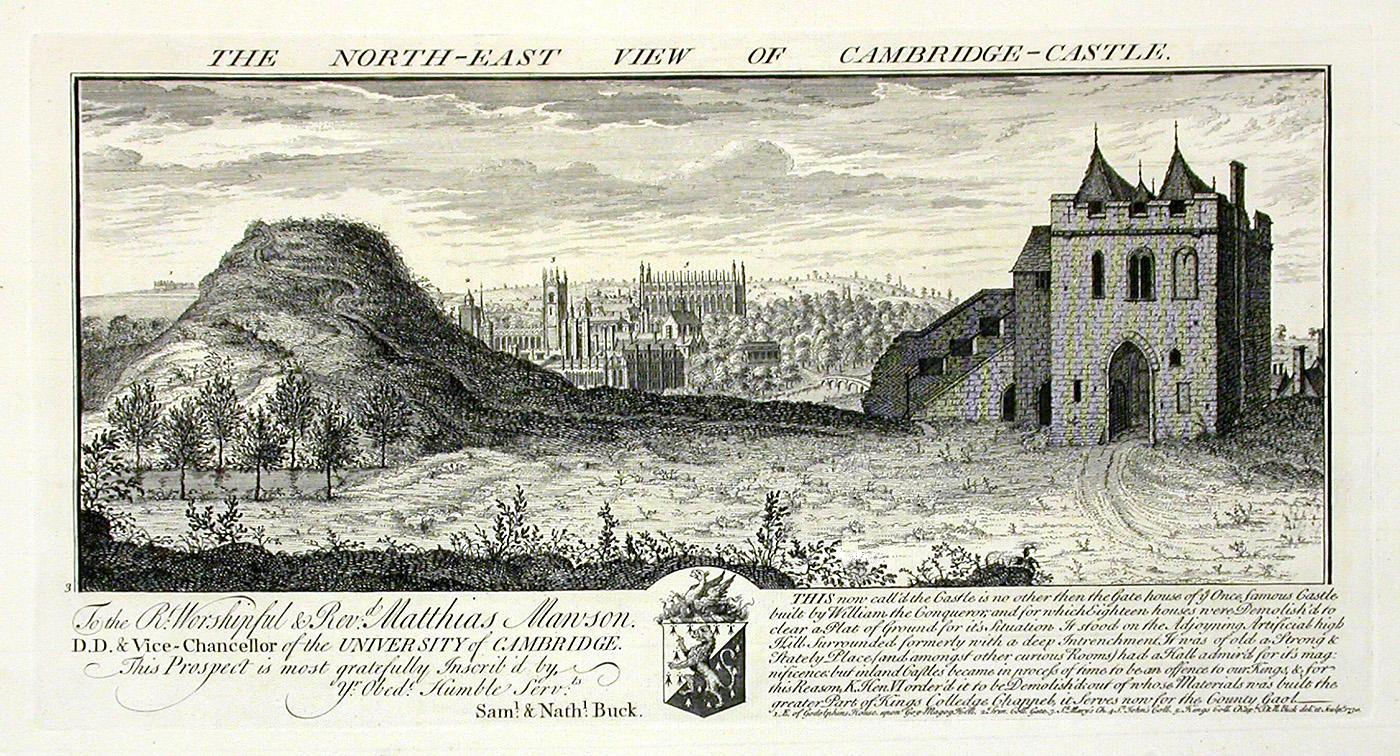
Gravierung von Cambridge Castle um 1730 mit Mound (links) und Gefängnis im Torhaus (rechts)

Die Burg verfiel nach der Schleifung schnell und die verbleibenden Mauern und Bastionen wurden 1785 abgerissen, sodass nur noch das Torhaus und der Mound aus Erde übrigblieben. Das Torhaus blieb als zentrales Gefängnis der Grafschaft bis ins 19. Jahrhundert in Gebrauch, wobei es, wie andere gleichartige Gefängnisse, als Privatunternehmen geleitet wurde. Der Direktor des Burggefängnisses erhielt um 1807 £ 200 im Jahr von der Grafschaft.
Diese Nutzung wurde beendet, sobald das neue Gefängnis der Grafschaft auf dem Gelände der früheren Vorburg errichtet wurde. Das neue Gefängnis wurde von G. Byfield von 1807 bis 1811 in einer neuartigen, achteckigen Struktur unter dem Einfluss des Gefängnisreformers John Howard gebaut. Das Torhaus riss man ab, um Platz für das neue Gerichtsgebäude zu schaffen.

## Heute
Die einzigen bis heute erhaltenen Teile der mittelalterlichen Burg sind der 10 Meter hohe Mound an der höchstgelegenen Stelle der Stadt und einige Fragmente der umgebenden Erdwerke. Das Gelände ist durchgehend kostenlos öffentlich zugänglich und bietet schöne Ausblicke auf die historischen Gebäude der Stadt. Mound und Erdwerke sind als Scheduled Monuments geschützt. Das Gelände der Vorburg und des Gefängnisses aus dem 19. Jahrhundert ist heute vom Hauptquartier des Cambridgeshire County Council namens Shire Hall belegt, das 1932 errichtet wurde.

## Galeriebilder

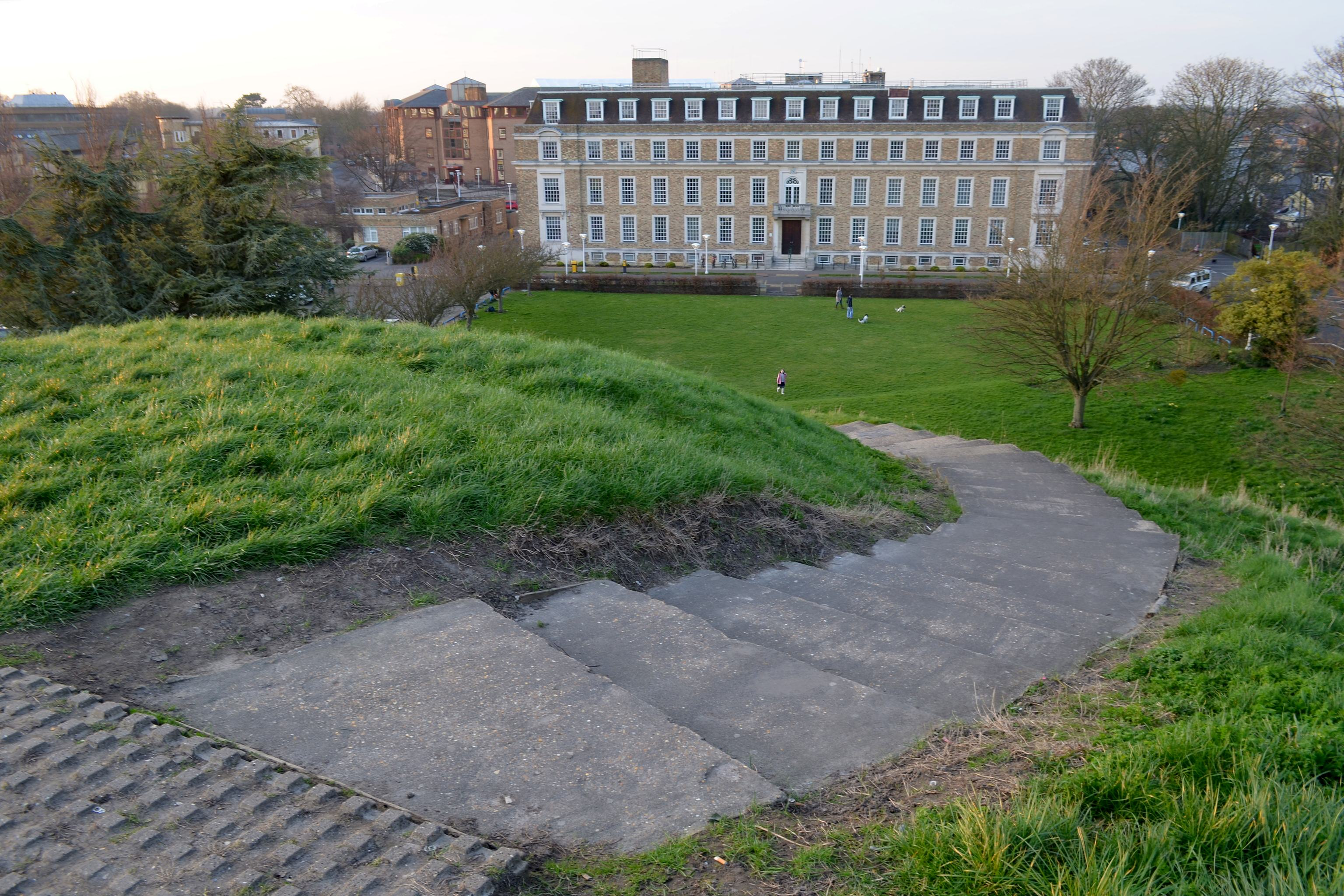
Shire Hall vom Mound aus, mit Stufen zum Mound.
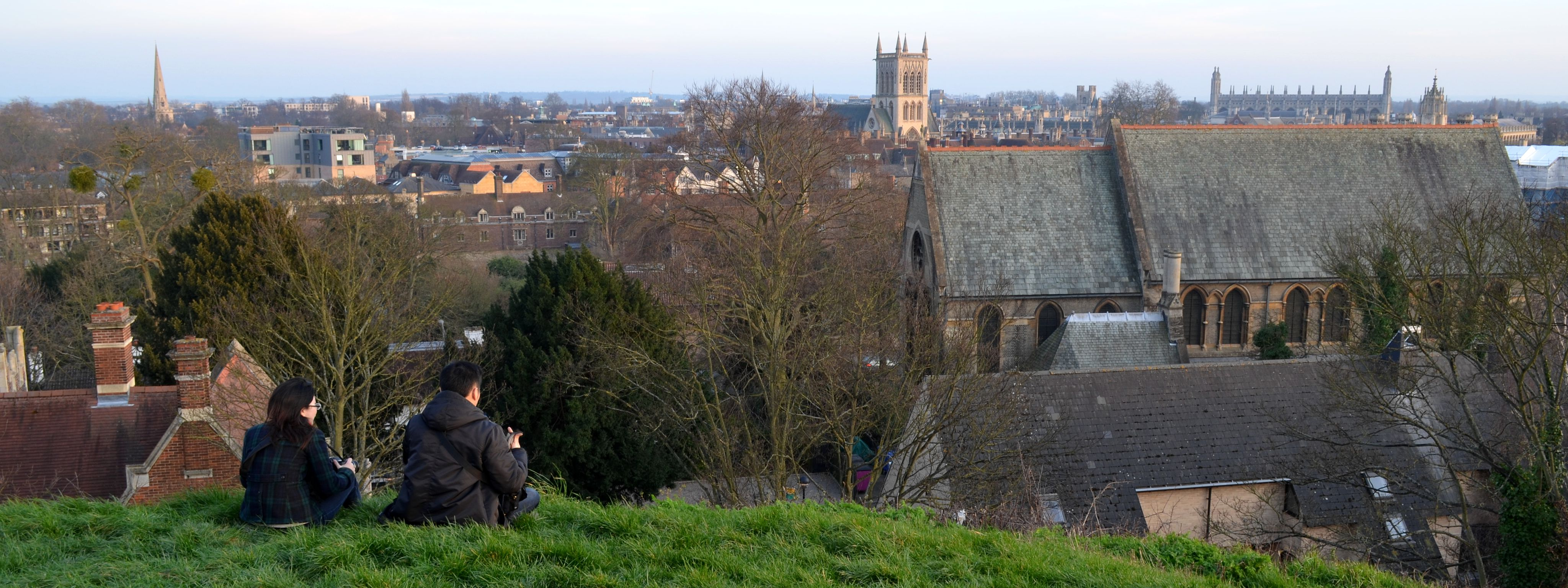
Skyline von Cambridge vom Mound aus: Die Kirche im Vordergrund ist St Giles' Church, die Spitze auf der linken Seite ist ein Teil der All Saints Church, der Turm in der Mitte gehört zur Kapelle des St John's College und die lange Dachlinie auf der rechten Seite ist die Kapelle von King's College.